# Mehtap Altunok
Mehtap Altunok (* 1972) ist eine türkische Schauspielerin.

## Leben und Karriere
Mehtap Altunok wurde 1972 geboren. Sie studierte Betriebswirtschaft in Washington. Ihr Debüt gab sie 2005 in der Fernsehserie Beyaz Gelincik. Anschließend spielte sie 2007 in Tutsak mit. Zwischen 2007 und 2008 wurde sie für die Serie Genco gecastet. Außerdem trat sie 2008 in der Serie Doktorlar auf. Von 2015 bis 2016 bekam Altunok eine Rolle in Baba Candır. 2020 setzte sie ihre Karriere in Çatı Katı Aşk fort.

## Filmografie
Serien
- 2005–2006: Beyaz Gelincik
- 2007: Tutsak
- 2007–2008: Genco
- 2008–2009: Doktorlar
- 2015–2016: Baba Candır
- 2020: Çatı Katı Aşk